# Vilémov (Vysočina)
Vilémov (Vysočina) é uma comuna checa localizada na região de Vysočina, distrito de Havlíčkův Brod.